# Фридрих Вилхелм I (Хесен-Касел)
Фридрих Вилхелм I фон Хесен-Касел (на немски: Friedrich Wilhelm I von Hessen-Kassel) е ландграф и последният курфюрст на Хесен-Касел (1847 – 1866).

## Биография
Роден е на 20 август 1802 година в дворец Филипсруе при Ханау, Хесен-Касел. Той е син на ландграф и курфюрст Вилхелм II фон Хесен-Касел (1777 – 1847) и съпругата му принцеса Августа Пруска (1780 – 1841), дъщеря на пруския крал Фридрих Вилхелм II и Фредерика Луиза фон Хесен-Дармщат и сестра на крал Фридрих Вилхелм III. От 1815 г. родителите му живеят отделно.
Той слуша лекции в Марбург и Лайпциг. По време на следването му в Бон той се запознава с Гертруда Леман, омъжена за пруски лейтенант, и след нейния развод се жени за нея през 1831 г. Нейните двама сина тя взема със себе си.
Фридрих Вилхелм управлява първо от 1831 до 1847 г. като принц-регент и след смъртта на баща му 1847 г. до пруската окупация на Курфюрство Хесен 1866 г. като курфюрст. Неговите титли са: курфюрст, ландграф фон Хесен-Касел, велик херцог фон Фулда, княз фон Ханау, княз фон Херсфелд, княз фон Фритцлар, княз фон Изенбург, граф фон Катценелнбоген, граф фон Нида, граф фон Диц, граф фон Цигенхайн, граф фон Шаумбург, и др..
През 1866 г. през Австро-пруската война при пруската окупация на Касел той е задържан в резиденцията му и на 23 юни като държавен затворник е закаран в Щетин. Същата година абдикира и до смъртта си живее в именията си в Бохемия, в дворец Хоровице и в своя градски палат в Прага. По време на изгнанието си той пише за събитията през 1866 г.
Фридрих Вилхелм умира на 6 януари 1875 г. в Прага на 72 години. Погребан е в своя бивш резиденция град Касел близо до Лутер-църквата. Понеже децата му нямат право на наследство, тронът отива на страничната линия Хесен-Румпенхайм.

## Фамилия
Фридрих Вилхелм I се жени (морганатически) на 26 юни 1831 г. в Релингсхаузен за Гертруда (* 18 май 1803, Бон; † 9 юли 1882, Прага), родена Гертруд Фалкенщайн, дъщеря на Йохан Готфрид Фалкенщайн, разведена от пруския лейтенант Карл Михаел Леман (1787 – 1882). Тя е издигната през 1831 г. на „графиня фон Шаумбург“ и през 1862 г. на принцеса фон Ханау и цу Хоровитц. Двамата имат децата, които имат титлите „принц/принцеса фон Ханау и цу Хоровитц, граф/графиня фон Шаумбург“:
- Августа Мария Гертруда (1829 – 1887), омъжена на 17 юли 1849 г. във Вилхелмсхьое за Фердинанд Максимилиан III (1824 – 1903), от 9 октомври 1847 граф, от 17 август 1865 г. 1. княз на Изенбург-Бюдинген-Вехтерсбах
- Александрина Фридерика Вилхелмина (1830 – 1871), омъжена на 12 юни 1851 г. в Касел за принц Феликс фон Хоенлое-Йоринген (1818 – 1900)
- Фридрих Вилхелм фон Ханау (1832 – 1889), женен I. на 23 септември 1856 г. (развод) в Лондон за артиската Августа Бирнбаум (1837 – 1862), II., на 8 април 1875 г. във Виена за Лудовика Гльоде (1840 – 1912)
- Мориц Филип Хайнрих (1834 – 1889), 1. княз на Ханау, женен на 15 април 1875 г. във Фрайбург за Анна фон Лосберг (1829 – 1876)
- Вилхелм (1836 – 1902), 2. княз на Ханау, женен I. на 30 януари 1866 (развод 1868) във Франкфурт за принцеса Елизабет фон Шаумбург-Липе (1841 – 1890), II. на 12 май 1890 г. в Доберитц за графиня Елизабет фон Липе-Вайсенфелд (1868 – 1952)
- Мария (1839 – 1917), омъжена на 27 декември 1857 в Касел (развод 1872) за принц Вилхелм фон Хесен-Филипстал-Бархфелд (1831 – 1890), син на ландграф Карл фон Хесен-Филипстал-Бархфелд
- Карл (1840 – 1905), 3. княз на Ханау, женен на 11 ноември 1882 г. в Хановер за графиня Хермина Гроте (1859 – 1939)
- Фридрих Вилхелм Хайнрих Лудвиг (1842 – 1917), 4. княз на Ханау, женен на 5 юни 1917 г. в Прага за Марта Ригел (1876 – 1943)
- Фридрих Вилхелм Филип (1844 – 1914), женен на 29 март 1875 г. във Виена за Албертина Хубачек-Щаубер (1840 – 1912), техните деца са „графове фон Шаумбург“

## Галерия
- Курфюрст Фридрих Вилхелм I фон Хесен-Касел
- Курфюрст Фридрих Вилхелм I, ландграф фон Хесен-Касел, 1862
- Място на екзил: дворец Хоровице, Бохемия